# Adalberto Orlando
Adalberto Orlando (Manduria, 1910 – Tobruk, 22 aprile 1941) è stato un militare italiano, insignito della medaglia d'oro al valor militare alla memoria nel corso della seconda guerra mondiale.

## Biografia
Nacque a Manduria, in provincia di Taranto, nel 1910, figlio di Raffaele e Maria Iccobelio. 
Iscritto al sesto anno della facoltà di medicina e chirurgia dell'università di Bari, si arruolò nel Regio Esercito nel novembre 1937 e fu ammesso a frequentare il corso allievi ufficiali di complemento nel 39º Reggimento fanteria. Nell'ottobre 1938 fu nominato sottotenente di complemento in servizio presso l'89º Reggimento fanteria della 27ª Divisione fanteria "Brescia". Trattenuto in servizio attivo, dopo l'entrata in guerra del Regno d'Italia, avvenuta il 10 giugno 1940, partecipò alle operazioni belliche sul fronte occidentale alpino. Trasferita la Divisione fanteria "Brescia" in Africa Settentrionale Italiana, volle seguire lì il proprio reggimento. Con la 5ª Compagnia divisionale cannoni anticarro da 47/32, il 26 febbraio 1941, sbarcava nel porto di Tripoli. Cadde in combattimento, ucciso da una raffica di mitragliatrice, il 22 aprile 1941 e fu decorato con la medaglia d'oro al valor militare alla memoria. Nel gennaio 1942 gli fu conferita la laurea ad honorem alla memoria in medicina e chirurgia dall'università di Bari.

### Fonti
1. 1 2 3 4 5 6  Combattenti Liberazione.
2. 1 2 3  Gruppo Medaglie d'Oro al Valor Militare 1965, p. 661.
3. ↑   Medaglia d'oro al valor militare Orlando, Adalberto, su Quirinale. URL consultato l'11 luglio 2021.